# Pont Marie
Pont Marie er en bro, der krydser Seinen i Paris, Frankrig.
Broen forbinder Île Saint-Louis med quai de l'Hôtel de Ville og er en af tre broer der bærer trafik mellem Île Saint-Louis og Seinens venstre og højre bred. Pont Marie forbinder øen med Seinens højre bred og er et modstykke til Pont de la Tournelle, som er bygget langs den samme linje, men forbinder øen til Seinens venstre bred.

## Historie
Pont Marie får sit navn fra ingeniøren Christophe Marie, der foreslog opførelsen af broen i begyndelsen af 1605 for at forbedre og hjælpe med urbaniseringen af Île Saint-Louis. Imidlertid blev opførelsen af broen ikke godkendt af kongen før 1614, hvor kong Ludvig 13. af Frankrig lagde den første sten som en del af en formel brobygningsceremoni. Efter godkendelsen spandt opførelsen af Pont Marie sig over 20 år, fra 1614 til 1635. Derfor er broen også blandt de ældste i Paris.
I 1635 blev broen åbnet for trafik. Efter opførelsen var der forslag om at bygge huse langs broens spændvidde. Disse forslag blev imødegået af Christophe Marie, men cirka halvtreds blev bygget alligevel af tømrer Claude Dublet.
Den 1. marts 1658 opstod der en oversvømmelse, der forårsagede ødelæggelsen af tyve huse, der var bygget oven på konstruktionen, og omkring 60 menneskers død såvel som tabet af to buer tæt på île Saint-Louis-siden af broen. I 1660 blev en træbro genopbygget på samme sted, denne gang med toldbetaling, der var designet til at rejse midler til en genopbygning af broen i sten. Denne genopbygning blev afsluttet i 1670. I 1740 blev resten af bygningerne oven på Pont Marie fjernet, og i 1769 var al bygning oven på broen forbudt. I 1788 blev huse forbudt opført oven på broer over hele byen.
Siden det 18. århundrede har konstruktionen ikke oplevet de store ændringer, ud over en udfladning af dens stigning, som dog ikke påvirkede dens udseende.
Hver af de fem buer på Pont Marie er unikke og nicherne på buestøtterne aldrig er udfyldt med statuer.

## Eksterne links
- Pont Maries indlæg på Paris Mairies websted

48°51′10″N 2°21′27″Ø / 48.8528°N 2.3575°Ø